# 杨小波
杨小波（？—），男，汉族，中华人民共和国政治人物。现任全国政协民族和宗教委员会委员。第十三、十四届全国政协委员。